# Dyskografia Charli XCX
Dyskografia brytyjskiej piosenkarki i autorki tekstów Charli XCX obejmuje sześć albumów studyjnych, jeden remix album, jeden album koncertowy, jedna kompilację, jedną ścieżkę dźwiękową, cztery mixtape’y, trzy minialbumy, pięćdziesiąt sześć singli (w tym piętnaście z gościnnym udziałem) oraz trzynaście singli promocyjnych.

## Albumy

### Albumy studyjne
| Tytuł                                   | Dane dot. albumu                                                                                      | Pozycja na liście | Pozycja na liście | Pozycja na liście | Pozycja na liście | Pozycja na liście | Pozycja na liście | Pozycja na liście | Pozycja na liście | Pozycja na liście | Pozycja na liście | Sprzedaż                                    |
| Tytuł                                   | Dane dot. albumu                                                                                      | UK                | AUS               | AUT               | FRA               | GER               | IRE               | JPN               | NZ                | SCO               | USA               | Sprzedaż                                    |
| --------------------------------------- | --- | ----------------- | ----------------- | ----------------- | ----------------- | ----------------- | ----------------- | ----------------- | ----------------- | ----------------- | ----------------- | ------------------------------------------- |
| True Romance                            | - Data: 12 kwietnia 2013 - Wydawca: Asylum, Atlantic - Format: CD, LP, digital download               | 85                | –                 | –                 | –                 | –                 | –                 | –                 | –                 | –                 | –                 | - UK: 6 302 - USA: 12 000                   |
| Sucker                                  | - Data: 15 grudnia 2014 - Wydawca: Asylum, Atlantic UK - Format: CD, LP, digital download             | 15                | 53                | 44                | 42                | 57                | 17                | 70                | –                 | 17                | 28                | - Świat: 850 000 - UK: 46 667 - USA: 28 907 |
| Charli                                  | - Data: 13 września 2019 - Wydawca: Asylum, Atlantic UK - Format: CD, LP, digital download, streaming | 14                | 7                 | 73                | 92                | 91                | 21                | 86                | 26                | 9                 | 42                | - USA: 5 500                                |
| How I’m Feeling Now                     | - Data: 15 maja 2020 - Wydawca: Atlantic - Format: CD, LP, digital download, streaming                | 33                | 37                | –                 | –                 | 100               | 27                | –                 | 40                | 8                 | 111               |                                             |
| CRASH                                   | - Wydawca: Asylum, Atlantic, Warner Music UK - Format: CD, LP, digital download, streaming, kaseta    | 1                 | 1                 | 9                 | 53                | 19                | 1                 | 48                | 2                 | 1                 | 7                 | - UK: 16,177 - USA: 19,000                  |
| BRAT                                    | - Data: 7 czerwca 2024 - Wydawca: Atlantic - Format: CD, LP, digital download, streaming              | 1                 | 1                 | 5                 | 15                | 5                 | 1                 | 50                | 4                 | 2                 | 3                 |                                             |
| „–” oznacza, że album nie był notowany. | |                   |                   |                   |                   |                   |                   |                   |                   |                   |                   |                                             |

### Remix Albumy
| Tytuł                                                  | Dane dot. albumu                                                                                         |
| ------------------------------------------------------ | --- |
| Brat and It's Completely Different but Also Still Brat | - Data: 11 października 2024 - Wydawca: Atlantic - Format: CD, LP, digital download, streaming, cassette |

### Albumy Koncertowe
| Tytuł            | Dane dot. albumu                                                              |
| ---------------- | ----------------------------------------------------------------------------- |
| Live from Austin | - Data: 10 lipca 2020 - Wydawca: Asylum - Format: Digital download, streaming |

### Albumy kompilacyjne
| Tytuł                                                           | Dane dot. albumu                                                                         |
| --------------------------------------------------------------- | ---------------------------------------------------------------------------------------- |
| Boiler Room: Charli XCX, How I’m Feeling Now, May 2020 (DJ Mix) | - Data: 25 września 2020 - Wydawca: Warner, Asylum - Format: Digital download, streaming |

### Mixtape’y
| Tytuł                                     | Dane dot. albumu                                                                           | Pozycja na liście | Pozycja na liście | Pozycja na liście |
| Tytuł                                     | Dane dot. albumu                                                                           | AUS               | CAN               | USA               |
| ----------------------------------------- | ------------------------------------------------------------------------------------------ | ----------------- | ----------------- | ----------------- |
| Heartbreaks and Earthquakes               | - Data: 12 czerwca 2012 - Format: Digital download                                         | –                 | –                 | –                 |
| Super Ultra                               | - Data: 7 listopada 2012 - Format: Digital download                                        | –                 | –                 | –                 |
| Number 1 Angel                            | - Data: 10 marca 2017 - Wydawca: Asylum, Atlantic - Format: Digital download, LP, kaseta   | 74                | 67                | 175               |
| Pop 2                                     | - Data: 15 grudnia 2017 - Wydawca: Asylum, Atlantic - Format: Digital download, LP, kaseta | –                 | –                 | –                 |
| „–” oznacza, że mixtape nie był notowany. |                                                                                            |                   |                   |                   |

### Ścieżki dźwiękowe
| Tytuł                                                          | Dane dot. albumu                                                                |
| -------------------------------------------------------------- | ------------------------------------------------------------------------------- |
| Bottoms (Original Motion Picture Score) (wraz z Leo Birenberg) | - Data: 23 sierpnia 2023 - Wydawca: Milan - Format: Digital download, streaming |

## Minialbumy
| Tytuł                                   | Dane dot. albumu                                                             | Pozycja na liście |
| Tytuł                                   | Dane dot. albumu                                                             | USA Dance         |
| --------------------------------------- | ---------------------------------------------------------------------------- | ----------------- |
| iTunes Festival: London 2012            | - Data: 10 września 2012 - Wydawca: Warner Music - Format: Digital download  | –                 |
| Spotify Sessions                        | - Data: 5 czerwca 2015 - Wydawca: Atlantic - Format: Streaming               | –                 |
| Vroom Vroom                             | - Data: 26 lutego 2016 - Wydawca: Vroom Vroom - Format: Digital download, LP | 2                 |
| „–” oznacza, że album nie był notowany. |                                                                              |                   |

## Single

### Single jako główna artystka
| Tytuł                                                      | Rok  | Pozycja na liście | Pozycja na liście | Pozycja na liście | Pozycja na liście | Pozycja na liście | Pozycja na liście | Pozycja na liście | Pozycja na liście | Pozycja na liście | Pozycja na liście | Certyfikat | Album                                                           |
| Tytuł                                                      | Rok  | UK                | AUS               | CAN               | FRA               | GER               | IRE               | NLD               | NZ                | SWI               | USA               | Certyfikat | Album                                                           |
| ---------------------------------------------------------- | ---- | ----------------- | ----------------- | ----------------- | ----------------- | ----------------- | ----------------- | ----------------- | ----------------- | ----------------- | ----------------- | --- | --------------------------------------------------------------- |
| „!Franchesckaar!”                                          | 2008 | –                 | –                 | –                 | –                 | –                 | –                 | –                 | –                 | –                 | –                 | | 14                                                              |
| „Emelline / Art Bitch”                                     | 2008 | –                 | –                 | –                 | –                 | –                 | –                 | –                 | –                 | –                 | –                 | | —                                                               |
| „Stay Away”                                                | 2011 | –                 | –                 | –                 | –                 | –                 | –                 | –                 | –                 | –                 | –                 | | True Romance                                                    |
| „End of the World” (oraz Alex Metric)                      | 2011 | –                 | –                 | –                 | –                 | –                 | –                 | –                 | –                 | –                 | –                 | | Open Your Eyes                                                  |
| „Nuclear Seasons”                                          | 2011 | –                 | –                 | –                 | –                 | –                 | –                 | –                 | –                 | –                 | –                 | | True Romance                                                    |
| „You're the One”                                           | 2012 | –                 | –                 | –                 | –                 | –                 | –                 | –                 | –                 | –                 | –                 | | True Romance                                                    |
| „You (Ha Ha Ha)”                                           | 2013 | –                 | –                 | –                 | –                 | –                 | –                 | –                 | –                 | –                 | –                 | | True Romance                                                    |
| „What I Like”                                              | 2013 | –                 | –                 | –                 | –                 | –                 | –                 | –                 | –                 | –                 | –                 | | True Romance                                                    |
| „SuperLove”                                                | 2013 | 62                | –                 | –                 | –                 | –                 | –                 | –                 | –                 | –                 | –                 | | —                                                               |
| „Boom Clap”                                                | 2014 | 6                 | 9                 | 8                 | 15                | 36                | 8                 | 28                | 7                 | 33                | 8                 | - UK : platynowa płyta - AUS: 2× platynowa płyta - GER: złota płyta - CAN: 2× platynowa płyta - USA: 3× platynowa płyta - NZ: złota płyta | Sucker                                                          |
| „Break the Rules”                                          | 2014 | 35                | 10                | 69                | 13                | 4                 | 46                | –                 | 31                | 13                | 91                | - AUS: platynowa płyta - GER: złota płyta - CAN: złota płyta - USA: złota płyta                                                           | Sucker                                                          |
| „Doing It” (gościnnie: Rita Ora)                           | 2015 | 8                 | 68                | –                 | 165               | –                 | 23                | –                 | –                 | –                 | –                 | - UK: srebrna płyta | Sucker                                                          |
| „Famous”                                                   | 2015 | 176               | 75                | –                 | –                 | –                 | –                 | –                 | –                 | –                 | –                 | | Sucker                                                          |
| „After the Afterparty” (gościnnie: Lil Yachty)             | 2016 | –                 | 30                | –                 | –                 | –                 | 44                | –                 | –                 | –                 | –                 | - UK: srebrna płyta - AUS: platynowa płyta                                                                                                | —                                                               |
| „Boys”                                                     | 2017 | 31                | 60                | 60                | 159               | –                 | 55                | 24                | –                 | –                 | –                 | - UK: srebrna płyta - USA: złota płyta | —                                                               |
| „Out of My Head” (gościnnie: Tove Lo, ALMA)                | 2017 | –                 | –                 | –                 | –                 | –                 | –                 | –                 | –                 | –                 | –                 | | Pop 2                                                           |
| „5 in the Morning”                                         | 2018 | –                 | –                 | –                 | –                 | –                 | –                 | –                 | –                 | –                 | –                 | | —                                                               |
| „Focus”                                                    | 2018 | –                 | –                 | –                 | –                 | –                 | –                 | –                 | –                 | –                 | –                 | | —                                                               |
| „No Angel”                                                 | 2018 | –                 | –                 | –                 | –                 | –                 | –                 | –                 | –                 | –                 | –                 | | —                                                               |
| „Girls Night Out”                                          | 2018 | –                 | –                 | –                 | –                 | –                 | –                 | –                 | –                 | –                 | –                 | | —                                                               |
| „1999” (oraz Troye Sivan)                                  | 2018 | 13                | 18                | –                 | –                 | –                 | 28                | –                 | –                 | –                 | –                 | - UK: złota płyta - AUS: 2× platynowa płyta                                                                                               | Charli                                                          |
| „Blame It on Your Love” (gościnnie: Lizzo)                 | 2019 | 69                | –                 | –                 | –                 | –                 | 67                | –                 | –                 | –                 | –                 | | Charli                                                          |
| „Dream Glow” (oraz BTS)                                    | 2019 | 61                | 77                | –                 | –                 | –                 | 63                | –                 | –                 | 89                | –                 | | BTS World: Original Soundtrack                                  |
| „Gone” (oraz Christine and the Queens)                     | 2019 | 58                | –                 | –                 | –                 | –                 | 56                | –                 | –                 | –                 | –                 | | Charli                                                          |
| „Flash Pose” (oraz Pabllo Vittar)                          | 2019 | –                 | –                 | –                 | –                 | –                 | –                 | –                 | –                 | –                 | –                 | | 111                                                             |
| „Click (No Boys Remix)” (gościnnie: Kim Petras, Slayyyter) | 2019 | –                 | –                 | –                 | –                 | –                 | –                 | –                 | –                 | –                 | –                 | | Charli                                                          |
| „White Mercedes”                                           | 2019 | –                 | –                 | –                 | –                 | –                 | –                 | –                 | –                 | –                 | –                 | | Charli                                                          |
| „Bricks” (oraz Tommy Genesis)                              | 2019 | –                 | –                 | –                 | –                 | –                 | –                 | –                 | –                 | –                 | –                 | | —                                                               |
| „Forever”                                                  | 2020 | –                 | –                 | –                 | –                 | –                 | –                 | –                 | –                 | –                 | –                 | | How I’m Feeling Now                                             |
| „Claws”                                                    | 2020 | –                 | –                 | –                 | –                 | –                 | –                 | –                 | –                 | –                 | –                 | | How I’m Feeling Now                                             |
| „I Finally Understand”                                     | 2020 | –                 | –                 | –                 | –                 | –                 | –                 | –                 | –                 | –                 | –                 | | How I’m Feeling Now                                             |
| "Good Ones"                                                | 2021 | -                 | -                 | -                 | -                 | -                 | -                 | -                 | -                 | -                 | -                 | | Crash                                                           |
| "New Shapes"                                               | 2021 | -                 | -                 | -                 | -                 | -                 | -                 | -                 | -                 | -                 | -                 | | Crash                                                           |
| Beg for You"                                               | 2022 | -                 | -                 | -                 | -                 | -                 | -                 | -                 | -                 | -                 | -                 | | Crash                                                           |
| "Baby"                                                     | 2022 | -                 | -                 | -                 | -                 | -                 | -                 | -                 | -                 | -                 | -                 | | Crash                                                           |
| "Every Rule"                                               | 2022 | -                 | -                 | -                 | -                 | -                 | -                 | -                 | -                 | -                 | -                 | | Crash                                                           |
| "Used to Know Me"                                          | 2022 | -                 | -                 | -                 | -                 | -                 | -                 | -                 | -                 | -                 | -                 | | Crash                                                           |
| „Hot in It” (oraz Tiësto)                                  | 2022 | -                 | -                 | -                 | -                 | -                 | -                 | -                 | -                 | -                 | -                 | - POL: złota płyta | Drive                                                           |
| „Speed Drive”                                              | 2023 | -                 | -                 | -                 | -                 | -                 | -                 | -                 | -                 | -                 | -                 | - POL: złota płyta | Barbie: The Album soundtrack                                    |
| „Guess” (gośc. Billie Eilish)                              | 2024 | -                 | -                 | -                 | -                 | -                 | -                 | -                 | -                 | -                 | -                 | - POL: złota płyta | Brat and It's the Same but There's Three More Songs So It's Not |
| „Apple”                                                    | 2024 | -                 | -                 | -                 | -                 | -                 | -                 | -                 | -                 | -                 | -                 | - POL: złota płyta | Brat                                                            |
| „–” oznacza, że singel nie był notowany.                   |      |                   |                   |                   |                   |                   |                   |                   |                   |                   |                   | |                                                                 |

### Z udziałem gościnnym
| Tytuł                                                                              | Rok  | Pozycja na liście | Pozycja na liście | Pozycja na liście | Pozycja na liście | Pozycja na liście | Pozycja na liście | Pozycja na liście | Pozycja na liście | Pozycja na liście | Pozycja na liście | Certyfikat | Album                            |
| Tytuł                                                                              | Rok  | UK                | AUS               | CAN               | FRA               | GER               | IRE               | NLD               | NZ                | SWI               | USA               | Certyfikat | Album                            |
| ---------------------------------------------------------------------------------- | ---- | ----------------- | ----------------- | ----------------- | ----------------- | ----------------- | ----------------- | ----------------- | ----------------- | ----------------- | ----------------- | --- | -------------------------------- |
| „Lost in Space” (Starkey gościnnie: Charli XCX)                                    | 2011 | –                 | –                 | –                 | –                 | –                 | –                 | –                 | –                 | –                 | –                 | | Space Traitor Vol. 2             |
| „I Love It” (Icona Pop gościnnie: Charli XCX)                                      | 2012 | 1                 | 3                 | 9                 | 18                | 3                 | 8                 | 16                | 9                 | 10                | 7                 | - UK: platynowa płyta - AUS: 4× platynowa płyta - GER: 3× złota płyta - CAN: 3× platynowa płyta - USA: 4× platynowa płyta - NZ: złota płyta  | Icona Pop i This Is... Icona Pop |
| „Illusions Of” (J£zus Million gościnnie: Charli XCX)                               | 2013 | –                 | –                 | –                 | –                 | –                 | –                 | –                 | –                 | –                 | –                 | | Double Denim Vol. 1              |
| „Fancy” (Iggy Azalea gościnnie: Charli XCX)                                        | 2014 | 5                 | 5                 | 1                 | 21                | 51                | 12                | 29                | 1                 | 52                | 1                 | - UK: platynowa płyta - AUS: 4× platynowa płyta - GER: złota płyta - CAN: 3× platynowa płyta - USA: 7× platynowa płyta - NZ: platynowa płyta | The New Classic                  |
| „Drop That Kitty” (Ty Dolla Sign gościnnie: Charli XCX i Tinashe)                  | 2015 | –                 | –                 | –                 | 187               | –                 | –                 | –                 | –                 | –                 | –                 | | —                                |
| „Hand in the Fire” (Mr. Oizo gościnnie: Charli XCX)                                | 2015 | –                 | –                 | –                 | 124               | –                 | –                 | –                 | –                 | –                 | –                 | | All Wet                          |
| „Crazy Crazy” (Yasutaka Nakata gościnnie: Charli XCX i KyaryPamyu Pamyu)           | 2017 | –                 | –                 | –                 | –                 | –                 | –                 | –                 | –                 | –                 | –                 | | Digital Native                   |
| „1 Night” (Mura Masa gościnnie: Charli XCX)                                        | 2017 | –                 | –                 | –                 | –                 | –                 | –                 | –                 | –                 | –                 | –                 | | Mura Masa                        |
| „Love Gang” (Whethan gościnnie: Charli XCX)                                        | 2017 | –                 | –                 | –                 | –                 | –                 | –                 | –                 | –                 | –                 | –                 | | —                                |
| „Dirty Sexy Money” (David Guetta, Afrojack gościnnie: Charli XCX i French Montana) | 2017 | 35                | 18                | 90                | 22                | 46                | 41                | 60                | 26                | 52                | –                 | - UK: srebrna płyta - AUS: platynowa płyta - NZ: złota płyta                                                                                 | 7                                |
| „Girls” (Rita Ora gościnnie: Cardi B, Bebe Rexha i Charli XCX)                     | 2018 | 22                | 52                | 72                | 138               | 69                | 26                | 73                | –                 | 54                | –                 | - UK: srebrna płyta - AUS: złota płyta | Phoenix                          |
| „Bitches” (Tove Lo gościnnie: Charli XCX, Icona Pop, Elliphant i Alma)             | 2018 | –                 | –                 | –                 | –                 | –                 | –                 | –                 | –                 | –                 | –                 | | Blue Lips                        |
| „Spicy” (Herve Pagez i Diplo gościnnie: Charli XCX)                                | 2019 | –                 | –                 | –                 | 87                | –                 | –                 | –                 | –                 | –                 | –                 | | —                                |
| „XXXTC” (Brooke Candy gościnnie: Charli XCX i Maliibu Miitch)                      | 2019 | –                 | –                 | –                 | –                 | –                 | –                 | –                 | –                 | –                 | –                 | | Sexorcism                        |
| „Ringtone (Remix)” (100 Gecs gościnnie: Charli XCX, Rico Nasty i Kero Kero Bonito) | 2020 | –                 | –                 | –                 | –                 | –                 | –                 | –                 | –                 | –                 | –                 | | 1000 Gecs & The Tree of Clues    |
| „Out Out” (Joel Corry i Jax Jones, gościnnie: Charli XCX i Saweetie)               | 2021 |                   |                   |                   |                   |                   |                   |                   |                   |                   |                   | - POL: platynowa płyta |                                  |
| „–” oznacza, że singel nie był notowany.                                           |      |                   |                   |                   |                   |                   |                   |                   |                   |                   |                   | |                                  |

### Single promocyjne
| Tytuł                                                          | Rok  | Pozycja na liście | Album                |
| Tytuł                                                          | Rok  | NZ Hot            | Album                |
| -------------------------------------------------------------- | ---- | ----------------- | -------------------- |
| „London Queen”                                                 | 2014 | –                 | Sucker               |
| „Gold Coins”                                                   | 2014 | –                 | Sucker               |
| „Breaking Up”                                                  | 2014 | –                 | Sucker               |
| „Vroom Vroom”                                                  | 2015 | –                 | Vroom Vroom          |
| „Trophy”                                                       | 2016 | –                 | Vroom Vroom          |
| „Unlock It” (gościnnie: Kim Petras i Jay Park)                 | 2017 | –                 | Pop 2                |
| „I Got It” (gościnnie: Brooke Candy, Cupcakke i Pabllo Vittar) | 2017 | –                 | Pop 2                |
| „Cross You Out” (gościnnie: Sky Ferreira)                      | 2019 | 36                | Charli               |
| „Warm” (gościnnie: Haim)                                       | 2019 | –                 | Charli               |
| „February 2017” (gościnnie: Clairo i Yaeji)                    | 2019 | 40                | Charli               |
| „2099” (gościnnie: Troye Sivan)                                | 2019 | –                 | Charli               |
| „We Are Born to Play” (Galantis gościnnie: Charli XCX)         | 2020 | –                 | Super Nintendo World |
| „Enemy”                                                        | 2020 | 31                | How I’m Feeling Now  |
| „–” oznacza, że singel nie był notowany.                       |      |                   |                      |

## Inne notowane utwory
| Tytuł                           | Rok  | Pozycja na liście | Album          |
| Tytuł                           | Rok  | NZ                | Album          |
| ------------------------------- | ---- | ----------------- | -------------- |
| „3AM (Pull Up)” (gościnnie: MØ) | 2017 | –                 | Number 1 Angel |

## Występy gościnne
| Tytuł                         | Rok  | Pozostali artyści         | Album                                                     |
| ----------------------------- | ---- | ------------------------- | --------------------------------------------------------- |
| „Your Eyes”                   | 2010 | Ocelot                    | No Requests                                               |
| „Smile”                       | 2013 | Benga                     | Chapter II                                                |
| „Float On”                    | 2013 | Danny Brown               | Old                                                       |
| „Just Desserts”               | 2013 | Marina and the Diamonds   | —                                                         |
| „Kingdom”                     | 2014 | Simon Le Bon              | The Hunger Games: Mockingjay – Part 1                     |
| „Diamonds”                    | 2015 | Giorgio Moroder           | Déjà Vu                                                   |
| „Rollercoaster”               | 2015 | Bleachers                 | Terrible Thrills Vol. 2                                   |
| „Oz vs. Eden”                 | 2015 | Lawrence Rothman          | —                                                         |
| „Banshee”                     | 2016 | Santigold                 | 99¢                                                       |
| „For U”                       | 2016 | Miike Snow                | iii                                                       |
| „Explode”                     | 2016 | —                         | The Angry Birds Movie: Original Motion Picture Soundtrack |
| „Deadstream” (Rostam version) | 2017 | Jim-E Stack, Rostam       | It's Jim-ee                                               |
| „I’m a Dream”                 | 2017 | BC Unidos                 | Bicycle                                                   |
| „Moonlight”                   | 2018 | Lil Xan                   | Total Xanarchy                                            |
| „100 Bad” (Charli XCX Remix)  | 2018 | Tommy Genesis             | Tommy Genesis                                             |
| „If It’s Over”                | 2018 | MØ                        | Forever Neverland                                         |
| „Playboy Style”               | 2018 | Clean Bandit, Bhad Bhabie | What Is Love?                                             |
| „Let U Down”                  | 2019 | Lil Peep                  | Tangerine                                                 |
| „Miss U”                      | 2019 | —                         | 13 Reasons Why: Season 3                                  |

## Teledyski

### Jako główna artystka
| Tytuł                                                      | Rok  | Reżyser                       | Przyp.  |
| ---------------------------------------------------------- | ---- | ----------------------------- | ------- |
| „Nuclear Seasons”                                          | 2011 | Ryan Andrews                  | [ 73 ]  |
| „You're the One”                                           | 2012 | Dawn Shadforth                | [ 74 ]  |
| „You're the One” (Remix) (gościnnie: The Internet, Mike G) | 2012 | Ryan Andrews, Claire Boyd     | [ 75 ]  |
| „So Far Away”                                              | 2012 | Ryan Andrews                  | [ 76 ]  |
| „Cloud Aura” (gościnnie: Brooke Candy)                     | 2012 | Ryan Andrews                  | [ 77 ]  |
| „You (Ha Ha Ha)”                                           | 2013 | Ryan Andrews                  | [ 78 ]  |
| „What I Like”                                              | 2013 | Ryan Andrews                  | [ 79 ]  |
| „Take My Hand”                                             | 2013 | Ryan Andrews                  | [ 80 ]  |
| „SuperLove”                                                | 2013 | Ryan Andrews                  | [ 81 ]  |
| „Boom Clap”                                                | 2014 | Sing J. Lee                   | [ 82 ]  |
| „Break the Rules”                                          | 2014 | Marc Klasfeld                 | [ 83 ]  |
| „Breaking Up”                                              | 2014 | BRTHR                         | [ 84 ]  |
| „Doing It” (gościnnie: Rita Ora)                           | 2015 | Adam Powell                   | [ 85 ]  |
| „Famous”                                                   | 2015 | Eric Wareheim                 | [ 86 ]  |
| „Vroom Vroom”                                              | 2016 | Bradley & Pablo               | [ 87 ]  |
| „After the Afterparty” (gościnnie: Lil Yatchy)             | 2016 | Diane Martel                  | [ 88 ]  |
| „Boys”                                                     | 2017 | Charli XCX, Sarah McColgan    | [ 89 ]  |
| „5 in the Morning”                                         | 2018 | Bradley & Pablo               | [ 90 ]  |
| „1999” (gościnnie: Troye Sivan)                            | 2018 | Charli XCX, Ryan Staake       | [ 91 ]  |
| „Blame It On Your Love” (gościnnie: Lizzo)                 | 2019 | Bradley & Pablo               | [ 92 ]  |
| „Gone” (gościnnie: Christine and the Queens)               | 2019 | Colin Solal Cardo             | [ 93 ]  |
| „2099” (gościnnie: Troye Sivan)                            | 2019 | Bradley & Pablo               | [ 94 ]  |
| „White Mercedes”                                           | 2019 | Colin Solal Cardo             | [ 95 ]  |
| „Forever”                                                  | 2020 | Dan Streit                    | [ 96 ]  |
| „Claws”                                                    | 2020 | Charlotte Rutherford          | [ 97 ]  |
| Good Ones                                                  | 2021 | Hannah Lux Davis              | [ 98 ]  |
| Beg For You                                                | 2022 | Nick Harwood                  | [ 99 ]  |
| Baby                                                       | 2022 | Imogene Strauss, Luke Orlando | [ 100 ] |
| Every Rule                                                 | 2022 | Imogene Strauss, Luke Orlando | [ 101 ] |
| Used To Know Me                                            | 2022 | Jesse Johnson, Grant Gilmore  | [ 102 ] |
| Speed Drive                                                | 2023 | Ramez Silyan                  | [ 103 ] |
| Von Dutch                                                  | 2024 | TORSO                         | [ 104 ] |
| 360                                                        | 2024 | Aidan Zamiri                  | [ 105 ] |
| Guess featuring Billie Eilish                              | 2024 | Aidan Zamiri                  | [ 106 ] |

### Jako reżyserka
| Tytuł              | Rok  | Artyści                                            | Reżyser                      | Przyp.  |
| ------------------ | ---- | -------------------------------------------------- | ---------------------------- | ------- |
| „I, U, Us”         | 2016 | RAYE                                               | Charli XCX                   | [ 107 ] |
| „Boys”             | 2017 | Charli XCX                                         | Charli XCX, Sarah McColgan   | [ 108 ] |
| „Phases”           | 2017 | ALMA, French Montana                               | Charli XCX                   | [ 109 ] |
| „Dirty Sexy Money” | 2017 | David Guetta, Afrojack, Charli XCX, French Montana | Charli XCX, Sarah McColgan   | [ 110 ] |
| „Win”              | 2019 | Nasty Cherry                                       | Charli XCX, Kristen Jan Wong | [ 111 ] |
| „1999”             | 2019 | Charli XCX, Troye Sivan                            | Charli XCX, Ryan Staake      | [ 112 ] |